# Richard Somerset, II barone Raglan
Richard Henry FitzRoy Somerset, II barone Raglan (Parigi, 24 maggio 1817 – Londra, 3 maggio 1884) è stato un nobile inglese.

## Biografia
Era il secondogenito di FitzRoy Somerset, I barone Raglan, e di sua moglie, Emily Harriet Wellesley-Pole, nipote del duca di Wellington.

## Carriera
Andò a Ceylon come il segretario privato del tenente generale Sir Colin Campbell nel 1841. Lasciò l'isola nel 1849 per ricoprire la carica di segretario privato di Giorgio V di Hannover, fino al 1855, quando successe al titolo di suo padre. Era una cornetta nel Gloucestershire Yeomanry del 1856 e raggiungendo il grado di capitano (1864-1875). Fu Lord in Waiting (1858-1859 e 1866-69).

## Matrimoni

### Primo Matrimonio
Sposò, il 25 settembre 1856, Lady Georgina Lygon (?-30 settembre 1865), figlia di Henry Lygon, IV conte Beauchamp. Ebbero cinque figli:
- George Somerset, III barone Raglan (18 settembre 1857-24 ottobre 1921);
- Arthur Charles Edward Somerset (11 dicembre 1859-24 marzo 1948), sposò Louisa Eliza Hodgson, ebbero due figli;
- Granville William Richard Somerset (9 settembre 1862-26 novembre 1901), sposò Malvina Charlotte Mac Gregor, ebbero un figlio;
- Wellesley Henry Somerset (6 aprile 1864-16 agosto 1864);
- Richard FitzRoy Somerset (9 agosto 1866-2 marzo 1899).

### Secondo Matrimonio
Sposò, l'11 ottobre 1871, Mary Blanche Farquhar (?-15 giugno 1916), figlia di Sir Walter Farquhar. Ebbero una figlia:
- Violet Elizabeth Katharine Somerset (10 novembre 1874-29 aprile 1935), sposò Wilfrid Abel Smith, ebbero due figli.

## Morte
Morì il 3 maggio 1884 a Londra ed è stato sepolto a Llandenny.

## Ascendenza
|                                                 |                                      |                                     | Genitori                                 |  |  | Nonni |  |  | Bisnonni                              |  |  | Trisnonni                           |  |
|                                                 |                                      |                                     |                                          |  |  |       |  |  | Charles Somerset, IV duca di Beaufort |  |  | Henry Somerset, II duca di Beaufort |  |
|                                                 |                                      |                                     |                                          |  |  |       |  |  | Charles Somerset, IV duca di Beaufort |  |  | Henry Somerset, II duca di Beaufort |  |
|                                                 |                                      | Rachel Noel                         |                                          |  |  |       |  |  | Charles Somerset, IV duca di Beaufort |  |  |                                     |  |
| Henry Somerset, V duca di Beaufort              |                                      |                                     |                                          |  |  |       |  |  | Charles Somerset, IV duca di Beaufort |  |  |                                     |  |
|                                                 |                                      | Elizabeth Berkeley                  | John Berkeley                            |  |  |       |  |  |                                       |  |  |                                     |  |
|                                                 |                                      | Elizabeth Berkeley                  | John Berkeley                            |  |  |       |  |  |                                       |  |  |                                     |  |
|                                                 |                                      | Elizabeth Berkeley                  | Elizabeth Norborne                       |  |  |       |  |  |                                       |  |  |                                     |  |
| FitzRoy Somerset, I barone Raglan               |                                      | Elizabeth Berkeley                  |                                          |  |  |       |  |  |                                       |  |  |                                     |  |
|                                                 |                                      | Edward Boscawen                     | Hugh Boscawen, I visconte Falmouth       |  |  |       |  |  |                                       |  |  |                                     |  |
|                                                 |                                      | Edward Boscawen                     | Hugh Boscawen, I visconte Falmouth       |  |  |       |  |  |                                       |  |  |                                     |  |
|                                                 |                                      | Edward Boscawen                     | Charlotte Godfrey                        |  |  |       |  |  |                                       |  |  |                                     |  |
| Elizabeth Boscawen                              |                                      | Edward Boscawen                     |                                          |  |  |       |  |  |                                       |  |  |                                     |  |
|                                                 |                                      | Frances Glanville                   | William Glanville                        |  |  |       |  |  |                                       |  |  |                                     |  |
|                                                 |                                      | Frances Glanville                   | William Glanville                        |  |  |       |  |  |                                       |  |  |                                     |  |
|                                                 |                                      | Frances Glanville                   | Frances Glanville                        |  |  |       |  |  |                                       |  |  |                                     |  |
| Richard Somerset, II barone Raglan              |                                      | Frances Glanville                   |                                          |  |  |       |  |  |                                       |  |  |                                     |  |
|                                                 | Garret Wesley, I conte di Mornington | Richard Wesley, I barone Mornington |                                          |  |  |       |  |  |                                       |  |  |                                     |  |
|                                                 | Garret Wesley, I conte di Mornington | Richard Wesley, I barone Mornington |                                          |  |  |       |  |  |                                       |  |  |                                     |  |
|                                                 | Garret Wesley, I conte di Mornington | Elizabeth Sale                      |                                          |  |  |       |  |  |                                       |  |  |                                     |  |
| William Wellesley-Pole, III conte di Mornington | Garret Wesley, I conte di Mornington |                                     |                                          |  |  |       |  |  |                                       |  |  |                                     |  |
|                                                 |                                      | Anne Hill-Trevor                    | Arthur Hill-Trevor, I visconte Dungannon |  |  |       |  |  |                                       |  |  |                                     |  |
|                                                 |                                      | Anne Hill-Trevor                    | Arthur Hill-Trevor, I visconte Dungannon |  |  |       |  |  |                                       |  |  |                                     |  |
|                                                 |                                      | Anne Hill-Trevor                    | Anne Stafford                            |  |  |       |  |  |                                       |  |  |                                     |  |
| Emily Wellesley-Pole                            |                                      | Anne Hill-Trevor                    |                                          |  |  |       |  |  |                                       |  |  |                                     |  |
|                                                 |                                      | John Forbes                         | George Forbes, III conte di Granard      |  |  |       |  |  |                                       |  |  |                                     |  |
|                                                 |                                      | John Forbes                         | George Forbes, III conte di Granard      |  |  |       |  |  |                                       |  |  |                                     |  |
|                                                 |                                      | John Forbes                         | Mary Stewart                             |  |  |       |  |  |                                       |  |  |                                     |  |
| Katherine Forbes                                |                                      | John Forbes                         |                                          |  |  |       |  |  |                                       |  |  |                                     |  |
|                                                 |                                      | Mary Capell                         | William Capell, III conte di Essex       |  |  |       |  |  |                                       |  |  |                                     |  |
|                                                 |                                      | Mary Capell                         | William Capell, III conte di Essex       |  |  |       |  |  |                                       |  |  |                                     |  |
|                                                 |                                      | Mary Capell                         | Jane Hyde                                |  |  |       |  |  |                                       |  |  |                                     |  |
|                                                 |                                      | Mary Capell                         |                                          |  |  |       |  |  |                                       |  |  |                                     |  |